# Azuébar
Azuébar es un municipio de la Comunidad Valenciana, España. Perteneciente a la provincia de Castellón, en la comarca del Alto Palancia. Está enclavado en el extremo sureste de la Sierra de Espadán, al sur de la provincia de Castellón. Cuenta con una población de 352 habitantes (INE 2024). Se trata de un municipio hispanófono, en el que el español cuenta con el predominio lingüístico reconocido legalmente.

## Geografía
El núcleo de la población se encuentra encaramado en la ladera soleada de una montaña a 298 m de altitud en cuya cima descubriremos la silueta del castillo.
El término municipal de Azuébar es muy escabroso debido a que la localidad se encuentra situada en el parque natural de la Sierra de Espadán, si bien, al estar en una de las estribaciones de esta las alturas no son muy elevadas.Cuenta con una enorme riqueza de especies vegetales como el alcornoque, la carrasca, los olmos, el romero o el espliego, siendo el Paraje de Mosquera uno de los mejores exponentes de bosque mediterráneo.

### Localidades limítrofes
Ahín, Almedíjar, Chóvar y Soneja.

## Historia
Los orígenes de la villa de Azuébar se remontan a la Edad del Bronce. Prueba de ello son los yacimientos de la "Peña Ajuerá" o el del Pico Bellota.

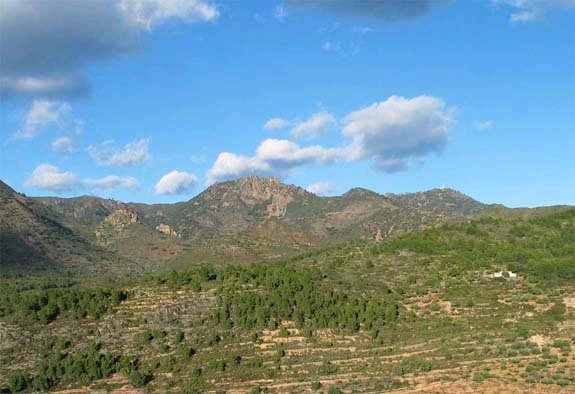
Pico Bellota

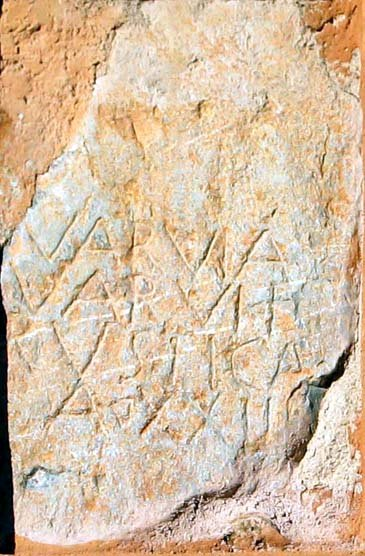
Lápida romana

 Posteriormente la zona fue ocupada en la época romana a la que pertenece la inscripción procedente de la villa localizada en los terreros de Zorrilla (actualmente empotrada en la fachada de la Iglesia).
La actual configuración de la villa es de origen árabe. La localidad surgió en torno al castillo, que formaba parte del sistema defensivo de Segorbe. La primera referencia aparece en el libre del repartimiento en el cual es donada al noble aragonés Gonzálvez de Heredia en 1237.
Tras la expulsión de su población morisca, que constituía la totalidad de los habitantes, el lugar fue poblado por 6 familias cuando Don José Folch de Cardona les otorgó -junto a las 39 familias llegadas a Soneja- la carta de población el 27 de noviembre de 1609, en el lugar de Soneja.
El otro episodio histórico importante acaecido en la localidad sucedió el 21 de junio de 1838 al enfrentarse el general Amor y el cabecilla carlista Forcadell.

## Demografía
Azuébar cuenta con una población de 352 habitantes (INE 2024).
| Gráfica de evolución demográfica de Azuébar entre 1842 y 2021                                                       |
| |
| Población de derecho según los censos de población del INE Población de hecho según los censos de población del INE |

### Economía
Tradicionalmente la economía de Azuébar ha estado basada en la agricultura de secano, siendo predominante los olivos y los almendros. Además, también tenía gran importancia para la economía local una planta embotelladora de agua, pero cerró hace unos años. Es muy importante la actividad de la almazara, en la que se elabora el afamado aceite de oliva de la Sierra de Espadán. Antiguamente tenía en esta localidad su sede la fábrica de gaseosas El Cid.

### Administración y política
| Periodo   | Nombre                    | Partido   |
| --------- | ------------------------- | --------- |
| 1979-1983 | Matías Vilaplana Llorens  | UCD       |
| 1983-1987 | Luis Navarro Murria       | PSPV-PSOE |
| 1987-1991 | Luis Navarro Murria       | PSPV-PSOE |
| 1991-1995 | Luis Navarro Murria       | PSPV-PSOE |
| 1995-1999 | Luis Navarro Murria       | PSPV-PSOE |
| 1999-2003 | Luis Navarro Murria       | PSPV-PSOE |
| 2003-2007 | Fabián Molina Miravete    | PSPV-PSOE |
| 2007-2011 | Gerardo Miravete Zorrilla | PP        |
| 2011-2015 | Gerardo Miravete Zorrilla | PP        |
| 2015-2019 | Gerardo Miravete Zorrilla | PP        |
| 2019-2023 | Jéssica Miravete Bernat   | PP        |
| 2023-act. | Jéssica Miravete Bernat   | PP        |

## Patrimonio

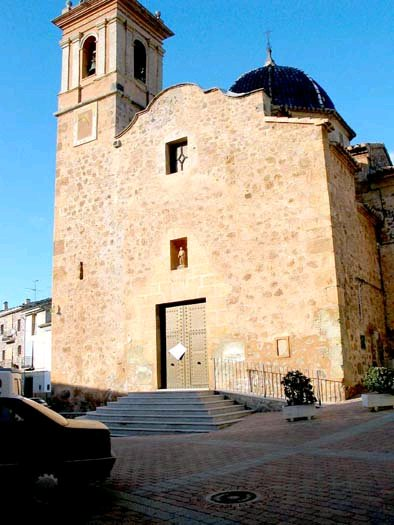
Iglesia de San Mateo

- Iglesia parroquial. Siglo XVII. Presenta planta de una nave con capillas laterales, decorada con estucos y pinturas murales con temas del academicismo valenciano. El exterior está labrado en sillería y mampostería. También presenta un antiguo reloj de sol, visible en la imagen de la fachada.

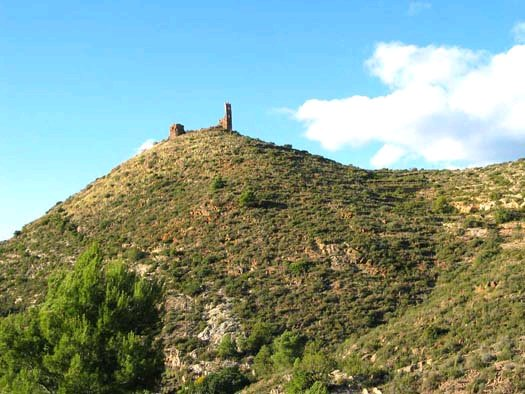
Castillo

- Castillo. Este castillo, que formaba parte del sistema defensivo de la cercana localidad de Segorbe se encuentra hoy en estado de ruina, aunque aún se conservan importantes restos de su muralla, la parte inferior de la torre mayor, restos de diversas torres y un aljibe.
- Hornos de Mercurio. Siglo XIX. Hornos de mercurio del Barranco Bellota, muestra de la tradición minera de la población.

## Gastronomía
Su oferta gastronómica es muy rica y variada. Sus platos típicos son un claro exponente de la dieta mediterránea, destacando el conejo en salsa, la olla o el guisado con tanda. Dulces tradicionales son los pedos de fraile (buñuelos), “los borregos“ (buñuelos de higo) y “las orelletas“.

## Fiestas
Son destacables los actos del Domingo de Resurrección, la Noche de San Juan, San Antonio Abad con la tradicional bendición de animales, hogueras, verbenas...
Las fiestas patronales tienen lugar en la segunda quincena de agosto en honor del Santísimo Cristo, San Mateo Apóstol, la Divina Pastora y San Roque. Durante quince días se ofrecen actos religiosos, vaquillas, toros embolados, verbenas, discomóviles, etc.

## Accesos

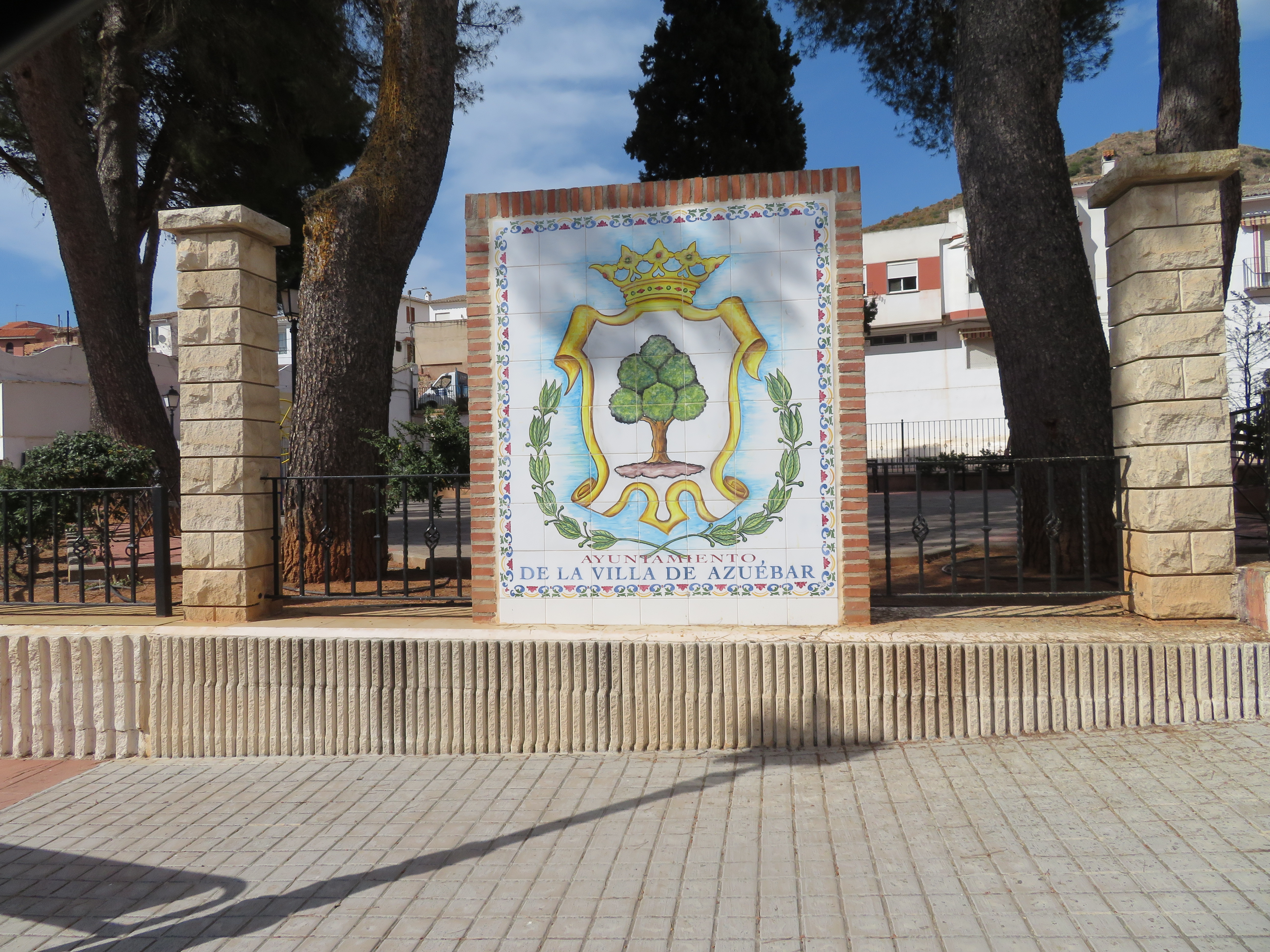
Heráldica de la Villa de Azuébar (Castellón).

La manera más sencilla de llegar es a través de la autopista A-23 de Sagunto a Somport hasta llegar a la altura de Soneja, donde se enlaza con la carretera CV-230 El pueblo se encuentra a 61 km de Valencia y 50 km de Castellón de la Plana,.